# Saint-Ghislain
Saint-Ghislain (pron. /sɛ̃ ɡilɛ̃/ ; in vallone Sint-Guilin, in piccardo Saint-Guilagne) è un comune belga di 22 536 abitanti, situato nella provincia vallona dell'Hainaut. Il nome deriva da un santo, san Ghisleno, monaco basiliano, che vi stabilì un monastero verso il 650 nel paese allora denominato Ursidong.
La città è situata geograficamente fra le città belghe di Bruxelles, Charleroi, Liegi e Tournai e le città francesi di Lilla e Valenciennes.
Il comune è composto delle seguenti sezioni: Baudour, Hautrage, Neufmaison, Saint-Ghislain, Sirault, Tertre e Villerot.

## Amministrazione

### Gemellaggi
- Saint-Lô, dal 1961